# Acontia ruffinellii
Acontia ruffinellii es una especie  de Lepidoptera perteneciente a la familia Noctuidae. Se encuentra en Rio Grande do Sul región de Brasil y en Uruguay.